# Catostomus occidentalis
Catostomus occidentalis — вид коропоподібних риб родини чукучанових (Catostomidae).

## Поширення
Зустрічається у річках на заході США від річки Мед в північній Каліфорнії до річки Салінас в центральній Каліфорнії, по всій дренажній системі Сакраменто-Сан-Хоакін в південній частині штату Орегон і Каліфорнія та у безстічних басейнах річки Керн.

## Опис
Максимальна довжина тіла — 60,0 см, середня довжина — 35,0 см. Максимальний відомий вік — 10 років.

## Спосіб життя
Найчастіше зустрічаються у заплавах прозорих, прохолодних потоків. Крім того, поширений в озерах і водосховищах.